# Brody Hutzler
Brody Hutzler (Fairbanks (Alaska), 20 april 1971) is een Amerikaanse acteur. Hij is het meest bekend voor zijn rollen in soap series.
Van 1996 tot 1997 speelde hij Zachary Smith in Guiding Light en van 1999 tot 2004 Cody Dixon in The Young and the Restless.
Sinds 2004 speelt hij Patrick Lockhart in Days of our Lives.